# Maria Giovanna Elmi
 (juin 2025).
Si vous disposez d'ouvrages ou d'articles de référence ou si vous connaissez des sites web de qualité traitant du thème abordé ici, merci de compléter l'article en donnant les références utiles à sa vérifiabilité et en les liant à la section « Notes et références ».
Maria Giovanna Elmi (née le 25 août 1940 à Rome) est une animatrice de télévision, chanteuse et actrice italienne.

## Biographie
Après la maturité, elle s'inscrit à l'université de Rome, fréquentant la faculté de lettres modernes pendant quatre ans. Elle participe à un concours organisé par l'hebdomadaire féminin Grazia pour devenir mannequin et se classe à la première place, se faisant ainsi remarquer par le secteur de la publicité et obtenant quelques engagements pour des publicités. En 1967, elle a un petit rôle dans le film Quando dico che ti amo.
Elle commence à travailler pour la Rai en tant que speakerine intérimaire en 1968, étant affectée au bureau de Rome, puis est embauchée définitivement en 1974. À partir de 1970, elle est journaliste indépendante, inscrite à l'Ordre des journalistes du Latium.
Sa popularité grandit grâce à la présentation de l'émission pour enfants Il dirigibile, où elle interprète la fée Azzurrina. Toujours à cette période, elle fait ses débuts dans la musique avec quelques chansons pour enfants publiées par la maison de disques Pull. Forte d'une notoriété remarquée également soutenue par un sondage d'opinion qui la place alors comme la personnalité de la télévision la plus aimée des Italiens, elle se voit confier la direction du festival de Sanremo aux côtés de Mike Bongiorno en 1977 et de Vittorio Salvetti, Beppe Grillo et Stefania Casini en 1978.
Elle présente Almanacco del giorno dopo, émission historique de Rai 1 diffusée en début de soirée, remplaçant occasionnellement la présentatrice officielle, Paola Perissi.
Elle sort plusieurs singles, dont un de Noël en 1982 intitulé Stella di Natale avec Roberta Giusti, et un album en 1978.
En 1981, elle entame une collaboration, qui durera trois ans, avec le journal romain Il Messaggero, tout en menant à partir de 1983 le jeu du dimanche midi de Rai 1 Il sistemone, aux côtés de Paolo Valenti, une expérience qui dura huit ans. Entre-temps, elle joue dans plusieurs films, apparaissant entre autres dans le film Il Bi e il Ba de Maurizio Nichetti dans son propre rôle. Parallèlement, elle continue d'exercer le rôle de speakerine pour la Rai, métier qu'elle quitte en 1988, après vingt ans de service.
Avec Osvaldo Bevilacqua, elle anime Sereno Variable de 1986 à 1993. De juillet 1990 à octobre de la même année, elle anime 85 émissions de Ghibli sur Rai 2, dont elle est également co-auteure avec Diego Cugia. Après ces expériences, sa popularité subit un revers : en 1994, elle poursuit la Rai parce que, bien qu'étant liée à la société par un contrat exclusif, elle ne se voit proposer de présenter aucun programme et ne peut pas non plus travailler pour des réseaux concurrents.
En 2004, elle chante une chanson en duo avec Nilla Pizzi pour son album Insieme si canta meglio. La même année, elle est nommée présidente du Rossetti, le Teatro stabile de Trieste. En mai 2005, le maire de Trieste, ainsi que le conseil d'administration et le directeur Calenda, après avoir exprimé leur appréciation pour le travail accompli par Mme Elmi, acceptent sa démission.
Elle réapparaît à la télévision en 2005, en tant que concurrente de la troisième édition de l'émission de téléréalité L'isola dei famosi, arrivant à la troisième place. À partir du 14 septembre 2009, elle rejoint Alessandro Di Pietro pour une saison d’Occhio alla ricerca sur Rai 1. En 2010, elle anime Nientology sur Deejay TV.
Elle est mariée à l'entrepreneur frioulan Gabriele Massarutto. Elle est la tante de l'actrice Nicoletta Elmi.

## Discographie
Albums
- 1978 : Clic-clic
- 1997 : Barbi

Singles
- 1978 : Clic-clic/Bra-bra-bravo
- 1979 : Invincibile dirigibile/Mai più cattivi pensieri
- 1980 : Scivolare/La prima cosa
- 1982 : Stella di Natale (avec Roberta Giusti)

Duos
- 2003 : avec Nilla Pizzi Insieme si canta meglio

## Filmographie
- 1967 : Quando dico che ti amo (it)
- 1985 : È arrivato mio fratello (it)
- 1986 : Il Bi e il Ba (it)

## Source de la traduction
- (it) Cet article est partiellement ou en totalité issu de l’article de Wikipédia en italien intitulé « Maria Giovanna Elmi » (voir la liste des auteurs).